# Помогалов, Константин Олегович
Константи́н Оле́гович Помога́лов (род. 28 февраля 1993, Томск, Россия) — российский профессиональный баскетболист, играющий на позиции лёгкого форварда.

## Карьера
Помогалов воспитанник томского ДЮСШ «Кедр», первый тренер — Иванов Евгений Александрович. С 2011 по 2019 года играл за «Новосибирск».
В июне 2019 года Помогалов перешёл в «Буревестник». В 14 матчах Суперлиги-1 и 4 матчах Кубка России Константин набирал 1,0 очков, 0,4 подбора и 0,3 передачи.

## Награды
Согласно приказу Министерства спорта РФ № 140-нг от 30 сентября 2015 года, за победу в Кубке России, Помогалову присвоено спортивное звание «Мастер спорта России».

## Достижения
- Чемпион Суперлиги: 2014/2015
- Бронзовый призёр Высшей Лиги: 2011/2012
- Обладатель Кубка России (2): 2014/2015, 2016/2017
- Бронзовый призёр Кубка России (2): 2017/2018, 2018/2019